# Michael Fitz
Michael Fitz (München, 13 november 1958) is een Duitse acteur en musicus.

## Familie
Michael Fitz stamt uit de bekende Münchense artiestenfamilie Fitz. Zijn vader was de volksacteur Gerd Fitz. Hij is de neef van Veronica Fitz, Lisa Fitz en Ariela Bogenberger. Florian David Fitz is zijn tweedegraads neef.

## Carrière

### Als acteur
Fitz speelt sinds 1977 mee in talrijke tv-producties. Landelijke populariteit bereikte hij in de ARD-krimiserie Tatort als commissaris Carlo Menzinger, die hij van 1992 tot 2007 en nog eens in 2013 in de aflevering Macht und Ohnmacht vertolkte naast Miroslav Nemec (als Ivo Batić) en Udo Wachtveitl (als Franz Leitmayr).

### Als musicus
Sinds 1984 is Fitz ook succesvol als muzikant, zanger en luisterboekspreker. Hij publiceerde 14 cd's.

## Privéleven
Fitz woont met zijn vrouw en gemeenschappelijke zoon ten zuidoosten van München.

## Onderscheidingen
- 2005 Duitse Televisieprijs als beste bijrol in Marias letzte Reise
- 2005 Beierse Televisieprijs voor Marias letzte Reise

## Filmografie
- 1986–1987: Der Schwammerlkönig
- 1991: Tatort: Animals
- 1992–2007 Tatort (als commissaris Carlo Menzinger)
  - 1995: Tatort: Blutiger Asphalt
- 1995–2000: Aus heiterem Himmel (serie)
- 1997: Harald – Der Chaot aus dem Weltall
- 2000: Die Boegers (comedyserie)
- 2004: Forsthaus Falkenau – Herzenswunsch
- 2004–2005: Im Namen des Gesetzes
- 2005: Marias letzte Reise
- 2007: Das Leuchten der Sterne
- 2007: Eine folgenschwere Affäre
- 2008: Die Sache mit dem Glück
- 2008: Räuber Kneißl
- 2008: Hilfe, meine Schwester kommt!
- 2009: Die Drachen besiegen
- 2009: Baching
- 2009: Sterne über dem Eis
- 2010: Kommissarin Lucas – Spurlos
- 2010: In aller Stille (tv-film)
- 2010: Tod am Engelstein
- 2010: Die Route
- 2010–2012: Der Schwarzwaldhof (tv-reeks)
- 2011: Familie für Fortgeschrittene
- 2012: Fünf Freunde
- 2012: Doppelgängerin
- 2012: Wohin der Weg mich führt
- 2012: Ludwig II.
- 2013: Tatort: Macht und Ohnmacht
- 2013: Hattinger und die kalte Hand – Ein Chiemseekrimi
- 2014: Fünf Freunde 3
- 2015: Rosamunde Pilcher – Liebe, Diebe und Diamanten
- 2016: Die Toten von Salzburg
- 2016: Hattinger und der Nebel – Ein Chiemseekrimi
- 2017: SOKO Donau - Himmel voller Sterne
- 2018: Der Trafikant
- 2019: München Mord: Leben und Sterben in Schwabing
- 2019: Zeit der Geheimnisse (Netflix)
- 2020: Ein Sommer auf Mykonos
- 2020: Annie - kopfüber ins Leben (televisiefilm)

- Gastoptredens in Irgendwie und Sowieso, Café Meineid, Zur Freiheit, Die Wiesingers, Komödienstadel, Die Rosenheim-Cops, Derrick en SOKO 5113

## Discografie
- 1989: Fitz
- 1991: Gefühlsecht
- 1993: Loopings
- 1995: Bis hierher und noch weiter
- 1996: …weitergeh’n live
- 1997: Bis hierher und noch weiter II
- 1999: hier
- 2001: gleichgewicht
- 2005: hoam
- 2008: nackert
- 2009: Solo live
- 2010: Michael Fitz liest Max Bronski: Die Münchenkrimis. Kunstmann München, ISBN 978-3-88897-693-3, 480 Min.
- 2012: Wenn I schaug …
- 2014: Live & Aloa
- 2015: Des bin I

- Gemeinsame Normdatei: 131298682
- International Standard Name Identifier: 0000 0000 2030 0140
- Library of Congress Control Number: no2013031878
- MusicBrainz: 91e0599f-9da1-43f8-88db-116c1e21a94c
- Système universitaire de documentation: 130579114
- Virtual International Authority File: 8515365
- WorldCat: E39PBJrWDbjRkQBDDXmpfWGyh3